# Rudolf Mehmke
Rudolf Mehmke (* 28. August 1857 in Bad Lauterberg im Harz; † 16. November 1944 in Stuttgart) war ein deutscher Mathematiker. 

## Leben und Wirken
Rudolf Mehmke war der Sohn eines Bildhauers und Modelleurs. Er studierte ab 1873 Mathematik (und ab 1875 Architektur) am Polytechnikum Stuttgart, wechselte 1877 nach Tübingen und 1879/1880 nach Berlin, wo er Student von Karl Weierstraß, Ernst Eduard Kummer und Leopold Kronecker war. 1880 wurde er bei Paul Du Bois-Reymond in Tübingen promoviert (Anwendung der Grassmann’schen Ausdehnungslehre auf die Geometrie der Kreise in der Ebene). Ab 1880 war er Dozent am Polytechnikum in Stuttgart (Repetent für höhere Analysis und Mechanik bei Carl Wilhelm Baur) und ab 1884 Professor an der TH Darmstadt. Ab 1894 war er Professor für Darstellende und Projektive Geometrie an der Technischen Hochschule in Stuttgart. Im Jahr 1895 wurde er zum Mitglied der Leopoldina gewählt. 1922 emeritierte er. Er war als Pazifist bei den Sozialdemokraten und in der Paneuropa-Union aktiv und blieb wohl nur wegen seines Alters während der Zeit des Nationalsozialismus von Internierung verschont.
Mehmke war in erster Linie angewandter Mathematiker (damals mit Carl Runge an führender Stelle in Deutschland), der vor allem Darstellende Geometrie lehrte (Buch „Leitfaden zum Graphischen Rechnen“ 1917, 1924) und auch mathematische Geräte entwickelte (Perspektivlineal, Rechenschieber für Chemiker, Apparate zum numerischen Bestimmen der Wurzeln von Gleichungen). Er verfasste den Artikel über numerisches Rechnen in der Enzyklopädie der mathematischen Wissenschaften und war auch wesentlich an der Durchsetzung der Vektorrechnung (über den entsprechenden Kalkül von Hermann Graßmann hatte er promoviert) beteiligt, insbesondere auch im Rahmen der Enzyklopädie, angeregt von Felix Klein und unter Beteiligung von Arnold Sommerfeld. Er war auch in zahlreichen Aufsätzen an der Verbreitung der Vektorrechnung aktiv, teilweise verfasst in der Kunstsprache Volapük. An den Schulen setzte sie sich aber erst nach dem Zweiten Weltkrieg durch. Von seinem Buch Vorlesungen über Punkt- und Vektorrechnung erschien 1913 bei Teubner nur der erste Band.
1924 wurde ihm von der Technischen Hochschule Dresden die Ehrendoktorwürde verliehen.

## Schriften
- Anwendung der Grassmann’schen Ausdehnungslehre auf die Geometrie der Kreise in der Ebene, Greiner & Pfeiffer, Stuttgart 1880 (im Internet-Archiv: )
- Vorlesungen über Punkt- und Vektorenrechnung. Erster Band: Punktrechnung. Erster Teilband, B. G. Teubner, Leipzig Berlin 1913